# Vera Esbøll
Anna Victoria Esbøll, nota come Vera Esbøll (Copenaghen, 11 febbraio 1892 – 2 aprile 1936), è stata un'attrice danese.

## Filmografia
- 1913 – Felicità distrutta (Bristet Lykke) (regia di August Blom)
- 1913 – Atlantis (regia di August Blom)
- 1913 – Fra Fyrste til Knejpevært (regia di Holger-Madsen)
- 1913 – Dramaet i den gamle Mølle (regia di Robert Dinesen)
- 1913 – Lykken svunden og genvunden (regia di Hjalmar Davidsen)
- 1913 – Den gamle Majors Ungdomskærlighed (regia di Axel Breidahl)
- 1913 – Styrmandens sidste Fart (regia di Eduard Schnedler-Sørensen)
- 1913 – I stævnemødets time (regia di Sofus Wolder)[1]
- 1913 – Giftslangen (regia di Hjalmar Davidsen)
- 1913 – Frk. Studenten (regia di Sofus Wolder)
- 1913 – Troskabsvædsken (regia di Sofus Wolder)
- 1913 – Privatdetektivens Offer (regia di Sofus Wolder)
- 1913 – Elskovs Gækkeri (regia di Sofus Wolder)
- 1913 – Kongens Foged (regia di Sofus Wolder)
- 1913 – En farlig Forbryder (regia di August Blom)
- 1913 – Et Mandfolk til Auktion (regia di Axel Breidahl)
- 1914 – Under Skæbnens Hjul (regia di Holger-Madsen)
- 1914 – Moderen (regia di Robert Dinesen)
- 1918 – Klør Dame (regista sconosciuto)
- 1923 – Blandt Byens Børn (regia di Lau Lauritzen Sr.)